# برایان تارانتینا
برایان تارانتینا (انگلیسی: Brian Tarantina؛ ‏ ۲۷ مارس ۱۹۵۹ – ۲ نوامبر ۲۰۱۹) بازیگر اهل ایالات متحده آمریکا بود. وی بین سال‌های ۱۹۸۰ تا ۲۰۱۹ میلادی فعالیت می‌کرد.

## گزیدهٔ نقش آفرینی‌ها

### سینما
- آشپزخانه (۲۰۱۹)
- بلکککلنزمن (۲۰۱۸)
- سرقت از اوباش (۲۰۱۴)
- شوالیه و روز (۲۰۱۰)
- مادری (۲۰۰۹)
- شهر متروکه (۲۰۰۸)
- شجاع (۲۰۰۷)
- به مرد اعتماد کن (۲۰۰۵)
- شهر ساحلی (۲۰۰۲)
- آقای ریپلی بااستعداد (۱۹۹۹)
- تابستان سام (۱۹۹۹)
- دانی براسکو (۱۹۹۷)
- هم‌دست (۱۹۹۶)
- حرف‌های صدمن‌یه‌غاز (۱۹۹۵)
- راه کارلیتو (۱۹۹۳)
- نردبان یعقوب (۱۹۹۰)
- متولد چهارم جولای (۱۹۸۹)
- شرایط بحرانی (۱۹۸۷)
- انجمن پنبه (۱۹۸۴)

### تلویزیون
- خانم میزل شگفت‌انگیز (۲۰۱۹–۲۰۱۷)
- دختران گیلمور: یک سال در زندگی (۲۰۱۶)
- فهرست سیاه (۲۰۱۳)
- مظنون (۲۰۱۳)
- فرینج (۲۰۰۸)
- دختران گیلمور (۲۰۰۲–۲۰۰۱)
- سوپرانوز (۲۰۰۱)
- دیدبان سوم (۱۹۹۹)
- محل استراحت (۱۹۸۶)

### بازی‌های ویدئویی
- اتومبیل‌دزدی بزرگ ۴
- اتومبیل‌دزدی بزرگ ۴: گمشده و نفرین‌شده